# Hypsénor
Dans la mythologie grecque, Hypsénor est un jeune prêtre et guerrier Troyen, fils de Dolopyon. Pendant la guerre de Troie, il est tué par Eurypyle, qui après une longue poursuite lui tranche un bras avec son épée. Cet épisode, rapporté par Homère dans l'Iliade, se termine pathétiquement avec l'image du guerrier qui meurt sur le champ de bataille en contemplant son amputation.